# Валиханов, Агзам Валиханович
Агзам Валиханович Валиханов (27 февраля 1927, д. Бабаево, Башкирская АССР — 5 октября 2006, Москва) — начальник объединения «Татнефть», Герой Социалистического Труда (1971).

## Биография
Родился 27 февраля 1927 года в деревне Бабаево Мишкинского района Башкирской АССР в крестьянской семье. Татарин. В 1936 году семья Валихановых переехала на жительство в деревню Старо-Шалашово.
В 1944 был призван в Красную Армию. Участник Великой Отечественной войны. Службу проходил техником по топливу батальона аэродромного оборудования 15-й Воздушной армии 2-го Прибалтийского, затем Ленинградского фронта. После окончания войны служил в 57-м авиационно-техническом полку. В 1947 году был демобилизован.
Вернулся к семье. В городе Аша окончил среднюю школу № 1 и поступил в институт. В 1953 году окончил Уфимский нефтяной институт. По распределению был направлен в объединение «Татнефть». Трудовую деятельность начал мастером по капитальному ремонту скважин, затем стал начальником участка, управления «Бугульманефть». В 1956—1962 годах — старший инженер нефтепромысла, заведующий нефтепромыслом № 2, главный инженер нефтепромыслового управления «Азнакаевскнефть», 1962—1963 годах — начальник нефтепромыслового управления «Елховнефть», 1963—1965 годах — начальник нефтепромыслового управления «Альметьевнефть».
В 1965 году назначен генеральным директором производственного объединения «Татнефть». Успешно руководил объединением более 10 лет. В период его директорства проведена структурная реорганизация объединения — переход от нефтепромыслов с их индивидуальным хозяйством к районным инженерно-технологическим службам и специализированным базам производственного обслуживания. С именем Валиханова связаны многие новые способы бурения скважин и увеличения нефтедобычи. Это — механизация и автоматизация процессов перекачки воды в богатые нефтью пласты, упрощение конструкции скважин и другие новаторства. Именно благодаря им нефтяники Татарии не уступали первенства по добыче «черного золота» как по объёму, так и по темпам. В 1956—1975 гг. объём добычи нефти в Татарстане ежегодно увеличивался на 6-7 миллионов тонн.
Указом Президиума Верховного Совета СССР от 30 марта 1971 года за выдающиеся заслуги в выполнении заданий пятилетнего плана по добыче нефти и достижение высоких технико-экономических показателей Валиханову Агзаму Валихановичу присвоено звание Героя Социалистического Труда с вручением ордена Ленина и золотой медали «Серп и Молот».
В 1977 году переведён на работу в Москву, работал заместителем министра нефтяной и газовой промышленности СССР, В 1985 году, являясь не только опытным практиком, но ученым, кандидатом технических наук, возглавил Всесоюзный НИИ организации экономики нефтегазовой промышленности, где работал до выхода на пенсию в 1987 году. Но и будучи на пенсии, продолжал активно работать в нефтяной отрасли. В 1990—1992 годах — руководитель научного коллектива АО «Энергосбережение», 1993—1995 годах — вице-президент АО «Норд-Вест».
Вёл большую общественную работу. Избирался депутатом Верховного Совета СССР, депутатом Верховного Совета Татарской АССР. Избирался делегатом XXIII, XXIV, XXV съездов КПСС; был член Комитета по Ленинским и Государственным премиям в области науки и техники при Совете Министров СССР.
Заслуженный нефтяник Татарской АССР. Лауреат премии имени академика И. М. Губкина.
Жил и работал в городе Москве. Скончался 5 октября 2006 года. Похоронен, согласно завещанию, в городе Альметьевск.
Награждён двумя орденами Ленина, орденами Октябрьской Революции, Отечественной войны 2-й степени, медалями.
В городе Альметьевск на Аллее Героев в городском парке установлен бюст Валиханова.

## Избранные труды
- 'Валиханов', Агзам Валиханович. Новые формы организации труда на нефтепромыслах [Текст] / А. В. Валиханов, инж. — Казань : Таткнигоиздат, 1960. — 11 с.
- Тронов В. П., Гарифуллин А. Г., Кораблинов Н. С., Грайфер В. И., Валиханов А. В. 022. Авторское свидетельство № 317697 от 07.04.1970 Отстойник для деэмульсации нефти
- Тронов В. П., Грайфер В. И., Валиханов А. В. и др. Об использовании трубопроводов и резервуаров головных сооружений в технологическом цикле подготовки нефти // Транспорт и хранение нефти и нефтепродуктов. 1970, № 12. С.3-8.
- 'Валиханов', Агзам Валиханович. Вопросы подъема обводненной и безводной нефти фонтанным и насосным способами [Текст] / А. В. Валиханов, Г. З. Ибрагимов, Н. И. Хисамутдинов ; Объединение «Татнефть». — Казань : Таткнигоиздат, 1971. — 148 с.
- Разработка нефтяных месторождений Татарии с применением повышенного давления [Текст] / А. В. Валиханов, Г. Г. Вахитов, В. И. Грайфер и др. ; [Под ред. д-ра техн. наук, проф. Г. Г. Вахитова и д-ра геол.-минерал. наук, проф. С. А. Султанова]. — Казань : Таткнигоиздат, 1971. — 223 с.
- Тронов В. П., Валиханов А. В., Саттаров У. Г. и др. Об использовании магистральных нефтепроводов для глубокого обессоливания // Нефтепромысловое дело. 1971, № 5. С.15-19.
- 'Валиханов', Агзам Валиханович. Социальное планирование в нефтедобывающем производстве [Текст] / А. В. Валиханов, Р. Т. Булгаков, Р. Х. Хабибуллин. — Казань : Тат. кн. изд-во, 1974. — 183 с.
- Контроль за разработкой и доразведка залежей нефти импульсными нейтронными методами [Текст] / [Ф.А. Алексеев, Д. Ф. Беспалов, А.В. Валиханов и др. ; Науч. ред.: С.А. Султанов, Ю. С. Шимелевич]. — Казань : Татар. кн. изд-во, 1977. — 79 с.
- 'Валиханов', Агзам Валиханович. Подземный ремонт насосных скважин [Текст] / А.В. Валиханов, Н. И. Хисамутдинов, Г. З. Ибрагимов. — Москва : Недра, 1978. — 198 с.
- 'Валиханов', Агзам Валихманович. О нефти / А. В. Валиханов, Г. З. Ибрагимов. — М. : Знание, 1980. — 64 с.